# Epiphone

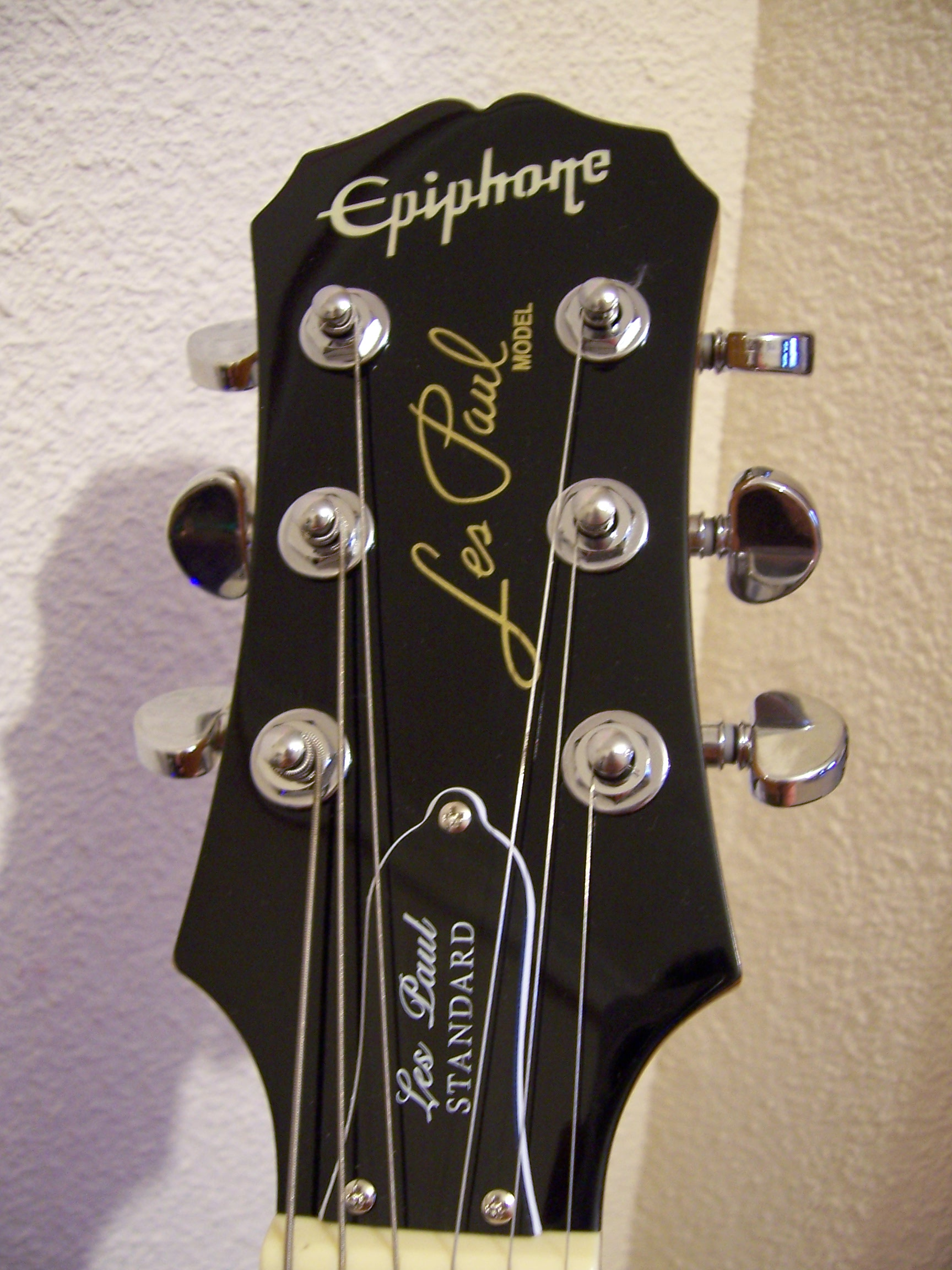
Claviller d'una Guitarra Epiphone Les Paul Standard Plain-Top.

The Epiphone Company és una companyia fabricadora d'instruments musicals. A la fi dels anys 50, era el principal rival de Gibson Guitar Corporation en guitarres tipus archtop, però la companyia creixeria poc després de la II Guerra mundial i aviat seria absorbida per Gibson. A més de guitarres elèctriques Epiphone fabrica baixos, banjos, altres instruments de cordes i equips d'amplificació, tant de guitarra com de baix.
La marca va ser fundada pel grec Epaminondas ("Epi") Stathopoulo (en grec Επαμεινώνδας Σταθόπουλο) després d'heretar el negoci del seu pare, "La Casa de Stathopoulo", el 1915. El nom Epiphone (una combinació de l'acrònim "Epi" i "phone", del grec "so") no apareixeria fins a 1924. Tenia forta competència amb Gibson fins que va morir Stathopoulos en 1943, caient l'empresa en crisi. Afeblida, seria comprada per la competència (Gibson) en 1957.
Epiphone és ara segona marca de Gibson, convertida en una línia d'instruments més accessibles, igual que Fender amb Squier. A causa d'això, molts dels instruments són similars a les versions més cares de Gibson.
La millor línia de archtops va ser la Epiphone Casino. Casino va ser feta amb la forma d'una guitarra Gibson ES-330. Aquestes guitarres tenien un so molt pesat, que funcionava increïblement bé per a guitarra rítmica. Els inicis de Epiphone es remunten a 1870, quan el seu fundador Anastasios Stathopoulos creava els seus propis fiddles, lutes i Lioutos. Stathopoulos es va mudar als Estats Units d'Amèrica en 1903, i va continuar fent els seus instruments originals, i també mandolinas en Long Island, Queens, Nova York. Anastasios va morir en 1915, i el seu fill Epaminondas es va fer càrrec de l'empresa familiar. Després de dos anys, la companyia era coneguda com "La Casa de Stathopoulo". Just després de la Primera Guerra Mundial, la companyia va començar a fabricar banjos. La companyia va produir la seva línia de banjos per a enregistrament en 1924, i quatre anys després va prendre el nom de Epiphone Banjo Company. Van produir la seva primera guitarra en 1928. Epi Stathopoulo va morir en 1943. Desafortunadament, el control de la companyia va ser a les mans dels seus germans Orphie i Frixo, els qui no eren tan capaços de ser propietaris com Epi. En 1951, una vaga de quatre mesos va obligar Epiphone a mudar-se de Nova York a Filadèlfia.